# Solmizační slabiky
Solmizační slabiky se používají k označení tónů diatonické stupnice v analogii k označení pomocí písmen latinky.
Jednotlivé solmizační slabiky jsou:
do-re-mi-fa-sol-la-si.
| I  | II | III | IV | V   | VI | VII | VIII |
| do | re | mi  | fa | sol | la | si  | do   |
| C  | D  | E   | F  | G   | A  | H   | C    |

## Historický původ
Tyto slabiky jsou odvozeny z prvních slabik veršů středověkého náboženského chorálu od mnicha Quida z Arezza Ut queant laxis oslavujícího Jana Křtitele. V latině text hymny zní:
Ut queant laxis

Resonare fibris

Mira gestorum

Famuli tuorum

Solve polluti

Labii reatum

Sancte Iohannes
V 17. století byla slabika ut nahrazena pro snazší výslovnost slabikou do (z latinského Dominus – Bůh).

## Použití
V současnosti jsou solmizační slabiky používány zejména v románských jazycích (španělština, portugalština, francouzština, italština).